# (533) Sara
(533) Sara ist ein Asteroid des Hauptgürtels, der am 19. April 1904 von Raymond Smith Dugan entdeckt wurde. 
Der Asteroid wurde nach einer Freundin des Entdeckers benannt.